# Lathyrus undulatus
Lathyrus undulatus är en ärtväxtart som beskrevs av Pierre Edmond Boissier. Lathyrus undulatus ingår i släktet vialer, och familjen ärtväxter. Inga underarter finns listade i Catalogue of Life.